# مات بولدوك
مات بولدوك (بالإنجليزية: Matt Bolduc)‏ هو لاعب كرة قدم أمريكي، ولد في 12 أكتوبر 1994 في بيتربورو في الولايات المتحدة. لعب مع Mass United Rush FC ‏.

## وصلات خارجية
- مات بولدوك على موقع قاعدة بيانات كرة القدم.إي يو (الإنجليزية)